# Yeah, Yeah
Yeah, Yeah är ett album av Louise Hoffsten från 1989.

## Låtlista
| Nr           | Titel                      | Längd |
| ------------ | -------------------------- | ----- |
| 1.           | Opium för dig              | 3:46  |
| 2.           | Yeah, yeah                 | 3:15  |
| 3.           | Ta för dig                 | 3:24  |
| 4.           | För en stund               | 4:07  |
| 5.           | Speglar och ljus           | 3:45  |
| 6.           | Läder                      | 3:24  |
| 7.           | Byggd för nöjen            | 2:51  |
| 8.           | Du är det bästa misstag... | 3:07  |
| 9.           | Vad är det som händer      | 3:29  |
| 10.          | Små ting                   | 3:40  |
| 11.          | Hårda ord                  | 3:30  |
| 12.          | Jag går nu                 | 3:37  |
| 13.          | Låtsas som det regnar      | 3:26  |
| Total längd: | Total längd:               | 45:21 |

## Listplaceringar
| Lista (1989) | Topplacering |
| ------------ | ------------ |
| Sverige      | 40           |